# Propriano
Propriano (in còrso Prupià) è un comune francese di 3 344 abitanti situato nel dipartimento della Corsica del Sud nella regione della Corsica.
È il paese più grande del golfo di Valinco, ha un porto collegato con Marsiglia e Porto Torres in Sardegna, ed un piccolo aerodromo. Davanti al paese si trova un'enorme spiaggia bianca.

## Società

### Evoluzione demografica
Abitanti censiti